# Víctor Santos (beisbolista)
Víctor Irving Santos (nacido el 2 de octubre de 1976 en San Pedro de Macorís) es un ex lanzador relevista dominicano que jugó en las Grandes Ligas de Béisbol. 

## Primeros años
Como ocurre con muchos beisbolistas dominicanos, no está claro si la edad oficial de Santos es la listada. Su biografía muestra que se graduó de la Passaic High School en Passaic, Nueva Jersey, en 1995, aunque Santos fue abridor por cuatro años en el equipo de béisbol en la Saint Peter's College, en Jersey City. En 1994, fue seleccionado Jugador Más Valioso del torneo de béisbol de Metro Atlantic Athletic Conference, donde fue el lanzador ganador en dos ocasiones para los Peacocks. Santos es el primer exjugador de béisbol de los Peacocks en llegar a las Grandes Ligas.

## Carrera profesional
Santos firmó con los Tigres de Detroit como amateur en 1995. A pesar de que permitió algunas carreras sucias, Santos tuvo efectividad de 0.00 en sus primeras 27.1 entradas en las Grandes Ligas, la racha más larga para comenzar una carrera desde Fernando Valenzuela de los Dodgers de Los Ángeles en 1980-81 (34 entradas). Por su esfuerzo, fue nombrado el Novato del Año de Detroit por la Asociación de Difusores Deportivos de Detroit.
Santos fue cambiado a los Rockies de Colorado en 2002 y adquirido por los Rangers de Texas antes de la temporada 2003. Luego firmó un contrato de ligas menores con los Cerveceros de Milwaukee antes de ser llamado a filas para la temporada 2004, donde obtuvo su lugar en la rotación de abridores. Después de dos años con Milwaukee, estuvo involucrado en un canje poco usual a través de los Reales de Kansas City y el rule 5 draft dentro del roster Grandes Ligas de los Piratas de Pittsburgh en la temporada 2006.
Los Piratas le concedieron la agencia libre el 6 de octubre de 2006, inmediatamente después de que terminara la temporada. El 8 de enero de 2007, firmó un contrato de ligas menores con los Rojos de Cincinnati. El 7 de septiembre de 2007, fue cambiado a los Orioles de Baltimore por dinero en efectivo.
Santos se declaró agente libre el 12 de octubre de 2007. El 11 de enero de 2008, Santos firmó con los Gigantes de San Francisco con un contrato de ligas menores y una invitación a los entrenamientos de primavera. Se convirtió en agente libre al final de la temporada. Después de la temporada 2009, dividió su tiempo de juego entre el equipo independiente Newark Bears y los Vaqueros Laguna de la Liga Mexicana. Volvió con los Vaqueros nuevamente en 2010, apareciendo en 10 juegos con un récord de 3-4.